# NHL 2005
NHL 2005 est un jeu vidéo de hockey sur glace développé par EA Black Box et publié par EA Sports sorti en 2004 sur Xbox, PS2, PC et GameCube. Il est la création des studios d’Electronic Arts et reprend toutes les données de la saison 2004 de hockey de la Ligue nationale de hockey (joueurs, équipes…). Markus Naslund des Canucks de Vancouver figure sur la couverture du jeu.

## Bande-son
| Bande son NHL 2005          | Bande son NHL 2005  |
| Artiste                     | Chanson             |
| --------------------------- | ------------------- |
| Ash                         | Orpheus             |
| Burning Brides              | Heart Full of Black |
| Dropkick Murphys            | Time To Go          |
| Faith No More               | From out of Nowhere |
| Franz Ferdinand             | Take Me Out         |
| Hazen Street                | Fool the World      |
| Jersey                      | Saturday Night      |
| Letter Kills                | Radio Up            |
| Lola Ray                    | Automatic Girl      |
| Papa Roach                  | Not Listening       |
| Sugarcult                   | Memory              |
| The F-Ups                   | Lazy Generation     |
| The Network                 | Roshambo            |
| The Soundtrack of Our Lives | Karmageddon         |

## Accueil
- Jeuxvideo.com : 15/20 (PC)[1] - 15/20 (PS2/XB/GC)[2]